# 鬼面川
鬼面川（おものがわ）は、山形県を流れる一級河川。最上川の支流である。

## 概要
米沢市西部を流れ、川西町と高畠町の町境を経て最上川に合流する。延長は32.936km、流域面積は約110km2。上流部は小樽川（こたるがわ）とも呼ばれる。
源流は大峠北部にあり、八谷沢、天狗沢、不洞沢などの支流を合わせる。八谷沢と不洞沢の合流地点から鬼面川（小樽川）となり、北北西から北へ流れる。入田沢から口田沢の付近で北東方向へ流れを変え、米沢盆地西縁の玉庭丘陵を広く開析する。館山付近で南の白布温泉方面から流れてきた大樽川を合わせる。以後も北東から北北東へ流れ、米沢市北部から川西町と高畠町の町境を経て、川西町州島（すのしま）・高畠町上平柳および夏茂付近の町境上で最上川に合流する。大樽川合流地点より上流は国道121号（会津街道）に沿って流れている。支流の大樽川と合わせて鬼面川扇状地を形成している。
古くから用水として利用され、江戸時代の米沢藩では慶長15年（1610年）に既に直江兼続により帯刀堰と木場川が築かれ米沢城の城下町北西部の用水として利用されている。以後も堀金堰、高山堰、州島堰、元堰、田谷堰が築かれ、米沢盆地西部の村の灌漑に利用された。また林業にも使用され、上流の各村から切り出した木材を米沢の城下町へ流して、木場川を経由して米沢城下の木場町まで運び、米沢の薪木の大半を賄っていた。この木流しは近代に入り自動車輸送に切り替えられるまで存続していた。
かつては流路の変遷が著しく、時代によって成島・塩井・窪田（いずれも米沢市内）を経たり、塩野の南を経たりして最上川に合流していた 。
河川名の由来は、小野小町が病後のやつれた顔を映したところ鬼のように見えたためという伝説があるほか、「おも（面）の（野）」の意味であるという説、アイヌ語の「氾濫する川」に由来するという説がある。

## 支流
上流より記載
- 小樽川
  - 八谷沢
    - 天狗沢
      - 大猿倉沢

  - 蓼沼沢
  - 不洞沢（普洞沢）
  - 大荒沢
  - 小荒沢
  - 白夫沢
  - 脇之沢
  - 松尾沢
- 大樽川
  - 淀沢
  - 藤右ェ門沢
    - 小和須知沢
    - 湯ノ入沢

  - 大矢櫃
  - 滝沢
  - 大白布沢
  - 大佐田川
  - 綱木川
    - 中丸沢
    - 岩利沢
    - 二ノ沢
    - 大沢
    - 烏川
      - 助ノ沢

  - おその沢
  - 太田川 - 流路上に「鬼面川貯水池」を持つ。
    - 桂沢
    - 笹沢

## 橋梁
上流より記載
小樽川
- 水沢橋
- 座留橋
- 湯ノ花橋
- 上ノ在家橋
- 上屋敷橋
- 下屋敷橋

鬼面川
- 大樽橋（国道121号）
- 松ヶ根橋（国道287号）
- 鬼面川橋（山形県道3号米沢南陽白鷹線）
- 豊穣橋（米沢北バイパス、2023年12月開通予定）
- 熊野橋（山形県道239号玉庭時田糖野目線）
- 坂水橋
- 下平柳橋
- 吉島橋（山形県道7号高畠川西線）